# Spisak raketa po zemljama
Ova lista projektila po državama prikazuje nazive projektila po redosledu zemlje odakle potiču (gde su razvijene i napravljene), sa zemljama navedenim po abecednom redu i označenim njihovim kontinentom (i odbrambenim savezom, ako je primenjivo). U slučajevima kada je više nacija razvilo ili proizvelo projektil, on je naveden pod svakom značajnom nacijom koja učestvuje. Unutar spiskova svake zemlje, rakete su poređane prema oznaci i/ili pozivnom imenu (ovo poslednje je posebno relevantno za ruske/sovjetske rakete). U nekim slučajevima se koristi više lista, kako bi se obezbedile unakrsne reference za lakšu navigaciju.
Ovo je lista projektila koje je razvila određena država; spisak vojnih raketa. Protivtenkovske rakete su navedene na drugom mestu.
Za abecednu listu prema nazivima projektila, pogledajte spisak projektila.

## Argentina
- Alakran  (istraživački razvoj rakete kratkog dometa zasnovan na programu Kondor I)
- AS-25K Protivbrodska raketa AS-25K (ASHM), raketa vazduh-zemlja (ASM)
- Kondor I (sa velikim doprinosom nemačke tehnologije)
- Kondor II (u saradnji sa nekoliko bliskoistočnih zemalja)
- Kondor III
- Martin Pescador MP-1000 protivbrodska raketa (AShM), raketa vazduh-zemlja (ASM)
- Mathogo protivtenkovska vođena raketa (ATGM)

## Australija
- Ikara
- Malkara (Australijsko-Britanska)
- Nulka
- Razvijena raketa SeaSparrov (ESSM) kao deo razvoja konzorcijuma RIM-162 ESSM.

## Brazil
- A-Darter peta generacija infracrvenih samonavođenih projektila vazduh-vazduh (zajednička Južna Afrika / Brazil)
- FOG-MPM optičko-navođena-višenamenska raketa.
- AVMT-300 GPS i/ili laserski vođena raketa dugog dometa
- MAA-1A Piranha raketa vazduh-vazduh kratkog dometa infracrvenog navođenja.
- MAA-1B Piranha raketa vazduh-vazduh, poznata i kao „Piranha II“.
- MSS-1.2 AC protivtenkovska vođena raketa.
- MSA-3.1 AAé Protivvazdušna vođena raketa.
- MAS-5.1 raketa vazduh-zemlja.
- MAR-1 antiradarska raketa (ARM).
- MAN-1 (MANSUP) Protivbrodska raketa.
- MICLA-BR Krstareća raketa.

## Kanada
- AMADS
- Eryx (Francusko-Kanadska)
- Velvet Glove

## Kina
Rakete:
- HY-2 ( Hai Jing") protivbrodska podzvučna krstareća raketa kratkog dometa.
- YJ-83 (Jing Ji) Protivbrodska raketa
- YJ-91 Protivbrodska raketa
- YJ-7 Protivbrodska raketa
- YJ-62 Protivbrodska raketa
- YJ-12 Protivbrodska raketa
- YJ-18 Protivbrodska raketa/Raketa za kopneni napad
- CJ-10 (DF-10) ( Chang Jian ) Krstareća raketa za kopneni napad
- KD-88 ( Kong Di ) Krstareća raketa za kopneni napad
- PL-5 ( Pi Li ) AAM
- PL-7 AAM
- PL-8 AAM
- PL-9 AAM/SAM
- PL-10 AAM
- PL-11 AAM
- PL-12 AAM
- PL-15 AAM
- TY-90 AAM
- CSS-2
- DF-3A (Dong Feng) MRBM
- DF-4 IRBM
- DF-5 ICBM
- DF-11 SRBM
- DF-15 SRBM
- DF-16 SRBM
- DF-17 SRBM
- DF-21 MRBM/ASBM
- DF-26 MRBM/ASBM
- DF-31  ICBM Range: 8.000 km (5.000 mi)
- DF-31A/DF-31AG ICBM Range: 10.000—13.000 km (6.200—8.100 mi)
- DF-41 ICBM
- DH-10 LACM
- JL-1 (Ju Lang) SLBM
- JL-2 SLBM Domet: 8.000 km (5.000 mi)
- JL-3 SLBM
- HQ-1 (Hong Qi) SAM
- HQ-2 SAM
- Hongnu-5 SAM
- HQ-7 SAM
- HQ-9 SAM
- HQ-16 SAM
- HQ-10 SAM
- HQ-15 SAM
- HQ-17 SAM
- HQ-18 SAM
- HQ-61 SAM
- KS-1 (Kai Shan) SAM
- LY-60 (Lie Ying) SAM
- QW-1(Qian Wei) SAM
- QW-2 SAM
- CY-1 Protivpodmornička raketa serije CI-1 ( Čang Jing ).
- Yu-8 Protivpodmornička raketa
- HJ-8  ( Hong Jian ) Protitenkovska raketa
- HJ-9 protivtenkovska raketa
- HJ-10 protivtenkovska raketa
- HJ-12 protivtenkovska raketa

## Evropsko zajedničko ulaganje
- ASGLA (raketa Igla) (Nemačko-Ukrajinski) kopneni sistem VSHORAD.
- ASRAD-R  (Bolide raketa) (Nemačko-Švedski) kopneni sistem VSHORAD.
- ASRAD-R Naval (Bolide raketa) (Nemačko-Švedski) brodski sistem VSHORAD.
- Cobra  (Nemačko-Švajcarska).
- Cobra 2000  (Nemačko-Švajcarska).
- Euromissile HOT (Francusko-Nemačka) protivtenkovska raketa.
- FC/ASW / FMAN/FMC (Francusko-Britanski).
- Falcon (IRIS-T SL missile) (Nemačko-Švedsko-Američki) kopneni sistem SHORAD.
- MGBADS (IRIS-T SL missile) (Nemačko-Dansko-Norveški) kopneni sistem SHORAD.
- RBS-98 (IRIS-T SL missile) (Nemačko-Švedski) kopneni sistem SHORAD.
- IRIS-T (Nemačko-Italijanski-Švedski-Grčki-Norveški-Španski).
- IDAS (Nemačko-Norveško-Turska) protivvazdušna/brodska/kopnena raketa lansirana sa podmornica.
- ForceSHIELD (Starstreak missile) (Francusko-Britanski) kopneni sistem VSHORAD.
- Mamba (Nemačko-Švajcarski).
- Martel  (Francusko-Britanski) modeli AJ 168 i AS.37.
- NLAW (Britansko-Švedski).
- MEADS (raketa PAC-3 MSE) (Nemačko-Italijansko-Američki) (otkazano) kopneni sistem MRAD.
- MBDA Meteor (Francusko-Nemačko-Britansko-Italijansko-Švedska) raketa vazduh-vazduh.
- MILAN (Francusko-Nemačka)
- MIM-115 Roland (Francusko-Nemačka) (zamenjena sa LFK NG)
- Mosquito (Nemačko-Švajcarski)
- Otomat (Francusko-Italijanski)
- Polyphem (Francusko-Nemačka) (otkazana)
- PAAMS / Sea Viper (MBDA Aster missile) (Francusko-Britansko-Italijanski) brodski sistem SHORAD/MRAD
- SAMP/T (MBDA Aster missile) (Francusko-Italijanski) kopneni sistem SHORAD/MRAD
- Sea Venom / ANL (Francusko-Britanski)
- Storm Shadow / SCALP EG (Francusko-Britanski)
- Taurus KEPD 150/350 (Nemačko-Švedski)

## Francuska
- A3SM (Mistral missile) podvodni sistem VSHORAD
- A3SM (raketa MICA) SLAM
- AASM
- Apache
- AS.15
- AS.20
- AS.30
- ASMP
- Crotale Raketa zemlja -vazduh
- ENTAC (MGM-32)
- Eryx (Francusko-Kanadska)
- Exocet Protivbrodska raketa Ekocet
  - Exocet MM38 površinski lanser
  - Exocet AM39 vazdušni lanser
  - Exocet SM39 podmornički lanser
  - Exocet MM40 površinski lanser
- Hadès
- M1
- M2
- M20
- M4
- M45
- M51
- Malafon
- Masurca (Naval SAM)
- MdCN
- MHT/MLP
- MICA
- Mistral
- MMP (protivtenkovska)
- MMP/SEA LAUNCHED (brod-brod/obala)
- Pluton
- R.530
- S1
- S2
- S3
- SS.10 (MGM-21A)
- SS.11 (AGM-22)
- SS.12 / AS.12
- Super 530

## Nemačka
- AGM Armiger
- AS.34 Kormoran 1/2
- ASRAD (Stinger, RBS-70 mk2, rakete Igla, Mistral, Starburst) kopneni sistem VSHORAD
- ASRAD-2 kopneni sistem VSHORAD
- Enforcer
- EuroSpike (Nemačko-Izraelska)
- IRIS-T SL
- LFK NG
- PARS 3 LR
- RIM-116 RAM (Nemačko-Američka)
- TLVS (PAC-3 MSE, IRIS-T SL rakete) (Nemačko-Američki) kopneni sistem SHORAD/MRAD

### Nemačke rakete iz Drugog svetskog rata
- V-1 flying bomb
- V-2 rocket
- Enzian
- Wasserfall
- Ruhrstahl X-4
- Henschel Hs 117 Schmetterling
- Rheinbote
- Rheintochter
- Henschel Hs 293
- Fritz X
- Feuerlilie

## Grčka
- Aris AA missile system (otkazano)

## Indija
- Akash: raketa zemlja-vazduh.
- Akash-NG: naslednik raketa zemlja-vazduh Akash i Akash-1S.
- MR-SAM (Barak 8) - raketa srednjeg dometa zemlja-vazduh koje su zajednički razvili Indija i Izrael.
- AAD antibalistička raketa
- Nag: protivtenkovska raketa
  - Helina: Vazdušno lansirna verzija protivtenkovske rakete Nag.
  - SANT Missile:[2] Standoff protivtenkovska raketa
- Amogha: protivtenkovska raketa.
- SAMHO_(missile)
- DRDO Anti Tank Missile
- МПАТГМ противтенковска вођена ракета
- MPATGM - Man-portable protivtenkovska vođena raketa
- DRDO SAAW: Precizna vođena bomba za razbijanje pista na aerodrumima
- Prithvi
  - Prithvi-I (SS-150): balistička raketa zemlja-zemlja.
  - Prithvi-II (SS-250): balistička raketa zemlja-zemlja.
  - Prithvi-III (SS-350): balistička raketa zemlja-zemlja.
  - Dhanush: balistička raketa zemlja-zemlja lansirana sa broda.
- Agni
  - Agni-I MRBM: balistička raketa srednjeg dometa zemlja-zemlja .
  - Agni-II MRBM: balistička raketa srednjeg dometa zemlja-zemlja.
  - Agni-III IRBM: Balistička raketa intermedijarnog dometa zemlja-zemlja.
  - Agni-IV IRBM: Balistička raketa intermedijarnog dometa zemlja-zemlja.
  -  Agni-V ICBM: interkontinentalna balistička raketa zemlja -zemlja.
  - Agni-P Balistička raketa srednjeg dometa:Dvostepena nuklearna interkontinentalna balistička raketa.[3]
  - Agni:VI: Hipersonična interkontinentalna balistička raketa. Domet: 11.000—12.000 km (6.800—7.500 mi) (u razvoju)
- Surya: Interkontinentalna balistička raketa. Domet: 8.000—17.000 km (5.000—10.600 mi) (u razvoju)
- SMART (Otpuštanje torpeda uz pomoć supersonične rakete)
- K Missile family
  - K 15 Sagarika: balistička raketa lansirana sa podmornica.
  - K 4: balistička raketa lansirana sa podmornica.
  - K-5: balistička raketa lansirana sa podmornica. (u razvoju)
  - K-6: Interkontinentalna balistička raketa lansirana sa podmornica. (u razvoju)
- Shaurya: hipersonična taktička raketa zemlja-zemlja.
- BrahMos: krstareća raketa.
  - BrahMos-A: Krstareća raketa lansirana iz vazduha.
  - BrahMos-NG: minijaturna verzija zasnovana na BrahMos-u (u razvoju).
- BrahMos-II: hipersonična raketa (u razvoju).
- Rudram-I/II/III Protivradarska raketa sledeće generacije.
- Astra BVRAAM: aktivna radarska raketa za navođenje izvan vizuelnog dometa.
  - DRDO SFDR BVRAAM:[4] Solid Fuel Ducted Ramjet Projektil vazduh-vazduh zasnovan na pogonu Ramjet sa pogonom na čvrsto gorivo.

- Novator KS-172 je rusko/indijska raketa vazduh-vazduh dizajnirana kao „AVACS ubica“ na dometima do 400 km (250 mi).
- DRDO Anti-Radiation Missile: raketa vazduh-zemlja protiv zračenja (u razvoju).
- NASM-SR (kratki domet - pomorska protivbrodska raketa) (u testiranju)
- PDV Mk-2 Protivsatelitska/balistička raketa
- Nirbhay: podzvučna krstareća raketa dugog dometa.
- Prahaar: taktička balistička raketa kratkog dometa.
  - Pragati: Izvozna varijanta Prahaara sa nešto većim dometom od Prahaara
  - Pranash: Varijanta Prahaara većeg dometa
  - Pralay  Balistička raketa kratkog dometa
- HGV-202F hipersonično klizno vozilo (u razvoju)
- Demonstratorsko vozilo HSTDV hipersonične tehnologije
- Pinaka: vođene rakete (Pinaka Mk1 nevođene i MK2 vođene rakete, Pinaka MkIII u razvoju)
- Barak 8: raketa zemlja-vazduh velikog dometa.
- Maitri DRDO raketa zemlja-vazduh brzog reagovanja.
- QRSAM DRDO, BEL i BDL raketa zemlja-vazduh brze reakcije.
- VL-SRSAM DRDL i BDL raketa zemlja-vazduh kratkog dometa.
- DRDO VSHORADS
- Presretač balističkih projektila Pradiumna: presretač balističkih projektila, raketa zemlja-vazduh.
- Presretač balističkih projektila Ešvin: presretač balističkih projektila i protivvazdušni projektil.
- Trishul:  raketa zemlja-vazduh.
- Prithvi Air Defence: egzo-atmosferska antibalistička raketa.
- Advanced Air Defence: endoatmosferska antibalistička raketa.
- Odbrambeno vozilo Prithvi: anti-balistička raketa.
  - PDV MkI
  - PDV MkII (ASAT & ICBM presretač)
- AD-1 & AD-2 (Program AD balističkih raketnih odbrambenih sistema) - egzoatmosferska antibalistička raketa i potencijalni hipersonični presretač klizećih vozila.[5][6] (u razvoju)
- XRSAM: raketa zemlja-vazduh dugog dometa [7]

## Iran
- Arash 122 mm: Nevođena artiljerijska raketa Araš
- Ashoura: Dvostepena MRBM raketa na čvrsto gorivo.
- Bavar-373: drumska pokretna raketa zemlja-vazduh velikog dometa.
- Bina: laserski vođen projektil sa dvostrukom sposobnošću zemlja-zemlja i raketa vazduh-zemlja.
- Dehlaviyeh: Dehlaviieh man-portable ATGM
- Dezful Dezful MRBM
- Emad Balistička raketa srednjeg dometa (MRBM) sa pogonom na tečno gorivo.
- Fajr raketni sistemi za više lansiranja:
  - Fajr-1 višecevni bacač raketa kalibra 107 mm.
  - Fajr-3 Višecevni raketni bacač Fadžr-3 sa teškim točkovima kalibra 240 mm.
  - Fajr-5 Višecevni raketni bacač dugog dometa 333 mm.
- Fajr-3 MRBM na tečno gorivo.
- Fajr-4 vođena raketa vazduh-zemlja.
- Fakour-90 raketa dugog dometa vazduh-vazduh.
- Falaq višecevni raketni sistemi:
  - Falaq-1 Višecevni raketni bacač Falak-1 240 mm.
  - Falaq-2 Višecevni raketni bacač Falak-2 333 mm.
- Fateh-110 mobilna jednostepena raketa zemlja-zemlja na čvrsto gorivo.
- Fateh-313 SRBM na čvrsto gorivo
- Fateh Mobin jednostepeni terminal na čvrsti pogon sa infracrvenim navođenjem, dvostruka zemlja-zemlja i protivbrodska balistička raketa kratkog dometa.
- Fatter raketa vazduh-vazduh kratkog dometa.
- Ghadir Protivbrodska krstareća raketa Ghadir (ASCM), kompatibilna dvostruka platforma za lansiranje sa kopnu i sa broda.
- Ghadr-110 Dvostepeni balistička raketa srednjeg dometa.
- Haseb Artiljerijska raketa kratkog dometa Haseb kalibra 107 mm.
- Herz-9 mobilni sistem PVO kratkog dometa.
- Hoot Torpedo.
- Hormoz Protivbrodske balističke rakete:
  - Hormoz-1 Balistička raketa protiv broda / protivradarska (ARM).
  - Hormoz-2 Balistička raketa protiv broda / protivradarska (ARM).
- Hoveyzeh Krstareća raketa zemlja-zemlja Hoveizeh za sve vremenske uslove.
- Jask-2 podmornička raketa kratkog dometa (SLCM).
- Kamin-2 drumski pokretni PVO sistem kratkog dometa.
- Khalij Fars jednostepena supersonična protivbrodska kvazi balistička raketa na čvrsto gorivo.
- Khordad 15 Raketni sistem zemlja-vazduh.
- Khorramshahr Balistička raketa srednjeg dometa (MRBM) sa tečnim gorivom.
- Kowsar Protivbrodska raketa srednjeg dometa na čvrsto gorivo.
- Mersad sistem protivvazdušne odbrane malog do srednjeg dometa.
- Mehrab Pametna raketa srednjeg dometa zemlja-vazduh sa čvrstim gorivom.
- Meshkat Krstareća raketa srednjeg dometa (u razvoju).
- Misagh MANPADS:
  - Misagh-1 man-portable infrared-guided prenosiva infracrvena vođena raketa zemlja-vazduh.
  - Misagh-2 man-portable infrared-guided prenosiva infracrvena vođena raketa zemlja-vazduh.
  - Misagh-3 man-portable infrared-guided prenosiva infracrvena vođena raketa zemlja-vazduh.
- Nasr-1 Protivbrodska raketa kratkog dometa.
- Nasr-e Basir Protivbrodska krstareća raketa Nasr-e Basir (ASCM)
- Naze'at artiljerijske rakete :
  - Naze'at 6-H Rakete na čvrsto gorivo 356 mm.
  - Naze'at 10-H Rakete na čvrsto gorivo 457 mm.
- Noor Artiljerijska raketa kratkog dometa kalibra 122 mm.
- Noor Protivbrodska krstareća raketa dugog dometa (ASCM).
- Oghab nevođena artiljerijska raketa 230 mm.
- Qader Protivbrodska krstareća raketa srednjeg dometa Kader (ASCM).
- Qased 3 Pametna Electro-optički vođena raketa ALCM.
- Qaem SACLOS raketa zemlja-vazduh sa snopom SHORAD.
- Qiam 1 Balistička raketa srednjeg dometa (SRBM).
- Ra'ad sistem protivvazdušne odbrane srednjeg dometa.
- Ra'ad je iranska vođena protivtenkovska vođena raketa (ATGM).
- Ra'ad podzvučna protivbrodska krstareća raketa (ASCM).
- Ra'ad-500 balistička raketa kratkog dometa.
- Sadid-1 TV-guided je iranska TV vođena protivtenkovska raketa izvedena iz iranskih Toophan projektila.
- Saegheh familija tenkovskih žičanih vođenih projektila, raketa zemlja-zemlja.
- Saegheh Protivpešadijska raketa Saegheh 40 mm.
- Saegheh raketa zemlja-zemlja kratkog dometa.
- Samen drumski pokretni SRBM na čvrsti pogon.
- Sayyad rakete zemlja-vazduh:
  - Sayyad-1 komandni sistem protivvazdušne odbrane na velikim visinama.
  - Sayyad-2 raketa zemlja-vazduh srednjeg dometa, velike visine na čvrsto gorivo.
  - Sayyad-3 raketa zemlja-vazduh velikog dometa na čvrsto gorivo velike visine.
  - Sayyad-4 raketa zemlja-vazduh velikog dometa na čvrsto gorivo velike visine.
- Sevom Khordad Sistem protivvazdušne odbrane srednjeg dometa.
- Sejjil Balistička raketa srednjeg dometa (MRBM) na čvrsto gorivo.
- Shahab balističke rakete:
  - Shahab-1 TBM
  - Shahab-2 SRBM
  - Shahab-3 MRBM
  - Shahab-4 MRBM
  - Shahab-5 IRBM
  - Shahab-6 ICBM
- Shahin Artiljerijske rakete:
  - Shahin-1 nevođena artiljerijska raketa 333 mm, iranski drumski pokretni kamion kratkog dometa.
  - Shahin-2 nevođena artiljerijska raketa 333 mm, iranski drumski pokretni kamion kratkog dometa.
- Shahin supersonična raketa zemlja-vazduh srednjeg dometa / Anti-balistička raketa.
- Shalamcheh supersonična raketa zemlja-vazduh srednjeg dometa
- Soumar Krstareća raketa dugog dometa.
- Tabas Sistem protivvazdušne odbrane srednjeg dometa.
- Taer 2 mid-range radar guided radar srednjeg dometa sa vođenim raketama zemlja-vazduh na čvrsti pogon.
- Talash 3 Mobilni raketni sistem zemlja-vazduh dugog dometa.
- Tondar laserski snop ATGM.
- Tondar-69 Balistička raketa kratkog dometa (SRBM)
- Toophan SACLOS Protivtenkovska vođena raketa SACLOS koja je reverzno projektovana od američke BGM-71 TOV rakete. Toophan 1 je nelicencirana kopija projektila BGM-71A TOV.
- Valfajr moderni sistem navođenje za torpeda.
- Ya-Ali je krstareća raketa koja se lansira iz vazduha (ALCM).
- Ya Zahra Sistem PVO kratkog dometa.
- Zafar Protivbrodska krstareća raketa kratkog dometa (ASCM).
- Zelzal artiljerijska raketa:
  - Zelzal-1 teška artiljerijska raketa.
  - Zelzal-2 artiljerijska raketa velikog dometa 610 mm.
  - Zelzal-3 artiljerijska raketa većeg dometa 610 mm
- Zolfaghar drumski pokretni jednostepena raketa srednjeg dometa (SRBM) na čvrsti pogon.
- Zoobin drumski pokretni jednostepena raketa srednjeg dometa (SRBM) na čvrsti pogon.

## Irak
- Al-Samoud 2
- Ababil-100
- Al Fahd 300
- Al Fahd 500
- Al Hussein
- Al Hijarah
- Al Abbas
- Badr 2000
- Al-Tammuz
- Al'Ubur
- Jinin (missile)
- Al Faw 150/200
- Al-Barq
- Al-Kasir

## Izrael
- Arrow Antibalistička raketa strela (ABM)
- Barak 1 (odbrana pomorske tačke)
- Barak 8 (odbrana pomorske oblasti)
- Delilah (krstareća raketa u nekoliko varijanti: dron, vazduh-zemlja, moguća i antiradarska verzija)
- David's Sling/Magic Wand (kopneni MRAD sistem)
- Derby (vazduh-vazduh, poznat i kao "Alto", sa takođe verzijom zemlja-vazduh za SPIDER sistem)
- Gabriel (varijante brod-brod, obala-brod i vazduh-brod)
- Iron Dome (kopneni C-RAM i SHORAD sistem)
- C-Dome (brodski SHORAD sistem)
- Jericho II IRBM (balistički zemlja-zemlja)
- Jericho III ICBM (balistički zemlja-zemlja)
- LAHAT (navođeni protivoklopni)
- LORA (zemlja-zemlja i more-zemlja)
- Nimrod (vođeni protivtenkovski i protivoklopni)
- Popeye (krstareća raketa vazduh-zemlja. USAF oznaka: AGM-142 Have Nap. Mogući i veći derivati, uključujući varijantu lansiranu sa podmornica)
- Python 5 (vazduh-vazduh, sa takođe verzijom zemlja-vazduh za SPIDER sistem)
- SkySniper (vazduh-zemlja)
- Sparrow (meta raketa)
- Spike/Gil (prenosiva protivtenkovska vođena raketa, taktička zemlja-zemlja (Spike NLOS))
- Naval Spike (brod-brod/obala)
- SPYDER (Pithon, Derbi rakete) kopneni SHORAD/MRAD sistem

## Italija
- Alfa
- Aspide
- CAMM-ER Zajednička protivavionska modularna raketa – sa proširenim dometom (Italijansko-Britanska).
- Sea Killer/Marte

## Japan
- AAM-1 (raketa vazduh-vazduh tipa 69)
- AAM-2 (Program je otkazan)
- AAM-3 (raketa vazduh-vazduh tipa 90)
- AAM-4 (raketa vazduh-vazduh tipa 99)
  - AAM-4B
- AAM-5 (raketa vazduh-vazduh tipa 04)
  - AAM-5B (razvoj)
- ASM-1 (raketa vazduh-brod tipa 80)
- ASM-1C (raketa vazduh-brod tipa 91)
- ASM-2 (raketa vazduh-brod tipa 93)
  - ASM-2B
- ASM-3
  - ASM-3A (razvoj)
- ATM-1 (protivtenkovska raketa tipa 64)
- ATM-2 (protivtenkovska raketa tipa 79)
- ATM-3 (protivtenkovska raketa tipa 87)
- ATM-4 (višenamenski raketni sistem tipa 96)
- ATM-5 (laka protivtenkovska raketa tipa 01)
- ATM-6 (višenamenska raketa srednjeg dometa)
- SAM-1 (raketa zemlja-vazduh kratkog dometa tipa 81) (SAM)
  - SAM-1B
  - SAM-1C
- SAM-2 (Tip 91 prenosiva raketa zemlja-vazduh) (SAM)
  - SAM-2B
- SAM-3 (raketa zemlja-vazduh kratkog dometa tipa 93)
- SAM-4 (raketa zemlja-vazduh srednjeg dometa tipa 03)
  - SAM-4B (razvoj)
- Raketa zemlja-vazduh kratkog dometa tipa 11 (SAM)
- SSM-1 (raketa zemlja-brod tipa 88)
  - SSM-1C
- Raketa zemlja-brod tipa 12
- SSM-1B (raketa tipa 90 brod-brod)
- SSM-2 (raketa tipa 17 brod-brod)
- SM-3 Block-II/IIA (zajednički razvoj sa SAD)
- Type 07 (Tip 07 Vertikalno lansiran ASROC)

## Nigerija
- Ogbunigwe (Višenamenska raketa).

## Severna Koreja
- Hwasong-1[8]
- Hwasong-3[8]
- Hwasong-5 (Scud-B)
- Hwasong-6 (Scud-C)
- Hwasong-7
- Hwasong-9 (Scud-ER / Scud-D / Scud 2)
- Hwasong-10
- Hwasong-11 (KN-02 Toksa)
- Hwasong-12
- Hwasong-13
- Hwasong-14
- Hwasong-15
- Hwasong-16
- Pongae-5
- Pukguksong-1, Pukguksong-2
- Pukguksong-3
- Pukguksong-4ㅅ/5ㅅ

## Norveška
- Penguin (američka oznaka AGM-119).
- NASAMS (raketa SLAMRAAM) (norveško-američki) kopneni sistem SHORAD.
- Naval Strike Missile (protivbrodska i kopnena raketa).
- Joint Strike Missile  (Pomorski udarni projektil).

## Pakistan
- KRL Baktar-Shikan – ATGM
- KRL Anza Mk.1, Mk.2, Mk.3 – MANPADS
- KRL Hatf-I series – BRBM
- NESCOM Nasr (Hatf-IX) – TBM
- NESCOM Abdali – SRBM
- NESCOM Ghaznavi – SRBM
- NESCOM Shaheen-I series – SRBM
- KRL Ghauri I – MRBM
- KRL Ghauri II – MRBM
- NESCOM Ababeel – MRBM, MIRV Capable
- NESCOM Shaheen-II – MRBM
- NESCOM Shaheen-III – MRBM
- NESCOM Harbah — protivbrodska krstareća raketa i LACM
- NESCOM Babur series (Hatf VII)
  - Babur 1 – LACM
  - Babur 1A – LACM
  - Babur 1B – LACM
  - Babur 2 – LACM
  - Babur 3 – SLCM/LACM
- NESCOM Ra'ad (Hatf-VIII) – ALCM
- NESCOM Ra'ad-II – dugog dometa ALCM
- NESCOM Barq – laserski vođena raketa vazduh-zemlja

## Pojska
- Grom (Rusko-Poljska).
- Piorun
- Poprad (rakete Grom, Piorun) kopneni VSHORAD sistem

## Rusija
NATO-ovo izveštajno ime svake rakete prikazano je u zagradi iza sopstvenog imena.
| Rakete: - 2K11 (SA-4 Ganef) - 2K22 (SA-19/SA-N-11 Grison) - 3M9 (SA-6 Gainful) - 3M55 (Russian: П-800 Оникс; English: Onyx), Yakhont (Russian: Яхонт; English: ruby), Kh-61, (SS-N-26 Strobile). - 4K10 (SS-N-6 Serb) - 4K18, R-27K (SS-NX-13 related to SS-N-6 Serb) - 4K40/4K51 (SS-N-2 Styx) - 4K60/4K65 (SA-N-3 Goblet) - 9K33 (SA-8/SA-N-4 Gecko) - 9K37 (SA-11/SA-N-7 Gadfly) - 9K38 (SA-17/SA-N-12 Grizzly) - 9K310 (SA-16 Igla) - 9K330/9K331/9K332 (SA-15/SA-N-9 Gauntlet) - 9K333 Verba (SA-25) - 9K720 Iskander (Russian: «Iskander»)(SS-26 Stone) - 82R (SS-N-15 Starfish) - 86R/88R (SS-N-16 Stallion) - GR-1 Global Rocket raketa sistema za frakciono orbitalno bombardovanje (SS-Ks-10 Scrag) - Igla (SA-18/SA-N-10 Grouse) - Igla-1 (SA-16 Gimlet) - K-5 (AA-1 Alkali) - K-8 (AA-3 Anab) - K-9 (AA-4 Awl) - K-13 (AA-2 Atoll) - Kh-61 - KSR-2 (AS-5 Kelt) - MR-UR-100 Sotka Interkontinentalna balistička raketa (SS-17 Spanker) - P-1 (SS-N-1 Scrubber) - P-5 "Pyatyorka" (Russian: П-5 «Пятёрка»), (SS-N-3c Shaddock) - P-6 (SS-N-3a Shaddock) - P-7 "Pyatyorka" (SS-N-3b Shaddock) - P-35 "Progress" (SS-N-3c Shaddock) - P-270/Kh-41 protivbrodska raketa dugog dometa (SS-N-22/ASM-MSS Sunburn) - P-700 Granit (SS-N-19 Shipwreck) - P-800 Oniks (Russian: П-800 Оникс; English: Onyx), Yakhont (Russian: Яхонт; English: ruby), 3M55, Kh-61, (SS-N-26 Strobile). - R-1 Bojišna balistička raketa (SS-1 Scunner) - R-2 Bojišna balistička raketa (SS-2 Sibling) - R-4 (AA-5 Ash) - R-5M rocket (SS-3 Shyster) - R-7 Semyorka Interkontinentalna balistička raketa (SS-6 Sapwood) - R-9 Desna Interkontinentalna balistička raketa (SS-8 Sasin) - R-11 taktička balistička raketa (SS-1b Scud) - R-12 Dvina taktička balistička raketa (SS-4 Sandal) - R-13 balistička raketa lansirana sa podmornica (SS-N-4 Sark) - R-14 Chusovaya Bojišna balistička raketa (SS-5 Skean) - R-15 balistička raketa lansirana sa podmornica - R-16 Interkontinentalna balistička raketa (SS-7 Saddler) - R-21 balistička raketa lansirana sa podmornica (SS-N-5 Serb) - R-23 (AA-7 Apex) - R-26 Interkontinentalna balistička raketa (SS-8 Sasin) | - R-27 Zyb balistička raketa lansirana sa podmornica (SS-N-6 Serb) - R-27K, 4K18 (SS-NX-13) - R-27 (AA-10 Alamo) - R-29 Vysota (Russian: Р-29 Высота height, altitude) (SS-N-18 Stingray) - R-31 RSM-45 (SS-N-17 Snipe) - R-33 (AA-9 Amos) - R-36 Interkontinentalna balistička raketa (SS-9 Scarp and SS-18 Satan) - R-37 (AA-13 Arrow) - R-39 missile (SS-N-20 Sturgeon) - R-40 (AA-6 Acrid) - R-46 Interkontinentalna balistička raketa - R-60 (AA-8 Aphid) - R-73 (AA-11 Archer) - R-77 (AA-12 Adder) - R-300 Elbrus Bojišna balistička raketa (SS-1c Scud) - R-400 Oka mobilna Bojišna balistička raketa (SS-23 Spider) - RS-24 Interkontinentalna balistička raketa (SS-29) (Nepoznato) - RS-26 Interkontinentalna balistička raketa. - RT-1 Bojišna balistička raketa - RT-2 Interkontinentalna balistička raketa (SS-13 Savage) - RT-2PM Topol mobilna Interkontinentalna balistička raketa (SS-25 Sickle) - RT-2UTTH Topol M mobilna Interkontinentalna balistička raketa (SS-27) - RT-15 mobilna Bojišna balistička raketa (SS-14 Scamp) - RT-20 Interkontinentalna balistička raketa (SS-15 Scrooge) - RT-21 Temp 2S mobilna Interkontinentalna balistička raketa (SS-16 Sinner) - RT-21M Pioner mobilna Balistička raketa srednjeg dometa (SS-20 Saber) - RT-23 Molodets Interkontinentalna balistička raketa (SS-24 Scalpel) - RT-25 Bojišna balistička raketa - S-25 (SA-1 Guild) - S-75 (SA-2/SA-N-2 Guideline) - S-125 (SA-3/SA-N-1 Goa) - S-200 (SA-5 Gammon) - S-300P (SA-10 Grumble/SA-N-6/SA-20 Gargoyle/SA-X-21 Triumf) - S-300V (SA-12 Gladiator/Giant) - S-300PMU-1/2 (SA-20 Gargoyle) - S-400 (SA-21 Growler) - Sakar-20 - Strela-1 (SA-9 Gaskin) - Strela-2 (SA-7/SA-N-5 Grail) - Strela-3 (SA-14/SA-N-8 Gremlin) - Strela-10 (SA-13 Gopher) - RS-28 Sarmat (Russian: РС-28 Сармат) (SS-X-30) - TR-1 Temp Bojišna balistička raketa (SS-12 / SS-22 Scaleboard) - UR-100 Interkontinentalna balistička raketa (SS-11 Sego) - UR-100N Interkontinentalna balistička raketa (SS-19 Stiletto) - UR-200 Interkontinentalna balistička raketa (SS-X-10 Scrag) - Yakhont (Russian: Яхонт; English: ruby) |

### Pod imenom NATO
| - AA-1 Alkali / Kaliningrad K-5 - AA-2 Atoll / Vympel K-13 - AA-3 Anab / Kaliningrad K-8 - AA-4 Awl / K-9 - AA-5 Ash / R-4 - AA-6 Acrid / R-40 - AA-7 Apex / R-23 - AA-8 Aphid / R-60 - AA-9 Amos / R-33 - AA-10 Alamo / R-27 - AA-11 Archer / R-73 - AA-12 Adder / R-77 - AA-13 Arrow / R-37 - AS-1 Kennel antiship - AS-2 Kipper antiship - AS-3 Kangaroo nuclear antiship - AS-4 Kitchen antiship - AS-5 Kelt air-to-surface - AS-6 Kingfisher antiship - AS-7 Kerry - AS-8 (9M114V Sturm-V) - AS-9 'Kyle' (H-28) - AS-10 'Karen' (H-25) - AS-11 'Kilter' (H-58 Izdeliye) - AS-12 'Kegler' (H-25MP, H-27PS) - AS-13 'Kingbolt' (H-59 Ovod) - AS-14 'Kedge' (H-29) - AS-15 'Kent' (H-55/H-65S Izdeliye) - AS-16 'Kickback' (H-15) - AS-17 'Krypton' (H-31) - AS-18 Kazoo (H-59M Ovod-M) - AS-19 'Koala' (3M25A Meteorit-A) - AS-20 'Kayak' (H-35/H-37 Uran) - AS-21 (Gela, P-750 Grom) - (SA-1 Guild) S-25 - (SA-2/SA-N-2 Guideline) S-75 - (SA-3/SA-N-1 Goa) S-125 - (SA-N-3 Goblet) 4K60/4K65 - (SA-4 Ganef) 2K11 - (SA-5 Gammon) S-200 - (SA-6 Gainful) 3M9 - (SA-7/SA-N-5 Grail) Strela-2 - (SA-8/SA-N-4 Gecko) 9K33 - (SA-9 Gaskin) Strela-1 - (SA-10 Grumble/SA-N-6/SA-20 Gargoyle/SA-X-21 Triumf) S-300P - (SA-11/SA-N-7 Gadfly) 9K37 - (SA-12 Gladiator/Giant) S-300V - (SA-13 Gopher) Strela-10 - (SA-14/SA-N-8 Gremlin) Strela-3 - (SA-15/SA-N-9 Gauntlet) 9K330/9K331/9K332 - (SA-16 Gimlet) Igla-1 - (SA-17/SA-N-12 Grizzly) 9K38 - (SA-18/SA-N-10 Grouse) Igla - (SA-19/SA-N-11 Grison) 2K22 - (SA-20 Gargoyle) S-300PMU-1/2 - (SA-21 Growler) S-400 - (SA-25) 9K333 Verba | - SS-1 Scunner / R-1 - SS-1b Scud / R-11 - SS-1c Scud / R-300 - SS-2 Sibling / R-2 - SS-3 Shyster / R-5 - SS-4 Sandal / R-12 Dvina - SS-5 Skean / R-14 Chusovaya - SS-6 Sapwood / R-7 Semyorka - SS-7 Saddler / R-16 - SS-8 Sasin / R-9 Desna - SS-8 Sasin / R-26 (pogrešna identifikacija od strane NATO-a) - SS-9 Scarp / R-36 - SS-10 Scrag / Global Rocket 1 - SS-11 Sego / UR-100 - SS-12 Scaleboard / TR-1 Temp - SS-13 Savage / RT-2 - SS-14 Scamp / RT-15 - SS-15 Scrooge / RT-20 - SS-16 Sinner / RT-21 Temp 2S - SS-17 Spanker / MR-UR-100 Sotka - SS-18 Satan / R-36M - SS-19 Stiletto / UR-100N - SS-20 Saber / RT-21M Pioner - SS-21 Scarab / OTR-21 Tochka - SS-22 Scaleboard / TR-1 Temp - SS-23 Spider / R-400 Oka - SS-24 Scalpel / RT-23 Molodets - SS-25 Sickle / RT-2PM Topol - SS-26 Stone / 9K720 Iskander (Russian: «Iskander») - SS-27 / RT-2UTTH Topol M - SS-29 / RS-24 Interkontinentalna balistička raketa - SS-N-1 Scrubber / P-1 - SS-N-2 Styx / 4K40/4K51 - SS-N-3c Shaddock / P-5 Pyatyorka (Russian: П-5 «Пятёрка») - SS-N-3a Shaddock / P-6 - SS-N-3b Shaddock / P-7 - variant of SS-N-3 Shaddock P-35 Progress - SS-N-4 Sark / R-13 - SS-N-5 Serb / R-21 - SS-N-6 Serb / R-27 - SS-N-15 Starfish / 82R - SS-N-16 Stallion / 86R/88R - SS-N-17 Snipe / R-31 RSM-45 - SS-N-18 Stingray / R-29 Vysota - SS-N-19 Shipwreck / P-700 rocket - SS-N-20 Sturgeon / R-39 - SS-N-21 Sampson / Raduga Kh-55 - SS-N-22 Sunburn / P-270 - SS-N-23 Skiff / R-29 Vysota, R-29 Vysota, R-29RMU Sineva - SS-N-25 Switchblade / Kh-35 - SS-N-26 Strobile.P-800 Oniks (Russian: П-800 Оникс; English: Onyx), Yakhont (Russian: Яхонт; English: ruby), 3M55, Kh-61 - SS-N-27 Sizzler / 3M-54 Klub Kalibr - SS-X-10 Scrag / Global Rocket 1 / GR-1 - SS-X-10 Scrag / UR-200 - SS-X-30 / RS-28 Sarmat (Russian: РС-28 Сармат) - SS-NX-13 / 4K18, R-27K u vezi sa SS-N-6 |

## Srbija
- ALAS višenamenska vođena raketa dugog dometa dometa do 60 km (37 mi).
- Grom-B (Srpsko-Ruska)
- Šumadija (višecevni raketni bacač) Koristi balističke rakete Jerina 1 dometa do 285 km (177 mi) kao i Jerina 2 dometa 70 km (43 mi).

## Južna Afrika

### RSA Serija
- RSA-1 (Varijanta drugog stepena Jericho II za upotrebu kao pokretna raketa) [11]
- RSA-2 (Varijanta Jericho II ) [12]
- RSA-3 (Varijanta Shavit 2) [13]
- RSA-4 (Gornje faze Shavit 2 sa teškim prvim stepenom) [14]

(Iznad prototipova raketa koje je napravio Houvtek, nijedan nije ušao u proizvodnju)

### Ostalo
- A-Darter
- R-Darter
- ZT3 Ingwe
- Mokopa
- MUPSOW
- Torgos Air-Launched Cruise Missile Krstareća raketa Torgos sa lansiranjem iz vazduha.
- Umkhonto
- Umbani

(Iznad projektila koje je napravio Denel Dynamics)

## Južna Koreja
Legend: U južnokorejskoj službi
- Baeksangeo Bela ajkula (White Shark) teško torpedo.
- Cheolmae-2 (KM-SAM) raketa zemlja-vazduh srednjeg dometa.
- Cheongsangeo Plava ajkula (Blue Shark) lako torpedo.
- Chiron Raketa zemlja-vazduh.
- C-Star projektil brod-brod.
- KL-SAM zemaljski SAM/ABM dugog dometa zemlja-vazduh
- KAGM raketa vazduh-zemlja
- K-BATS Višecevni taktički balistički sistem [15]
- K-LOGIR Raketa 2,75 inča (70 mm).
- Haeseong I protivbrodska raketa [16]
- Haeseong II Krstareća raketa brod-zemlja
- Haeseong III Protivbrodska krstareća raketa
- Hongsangeo  Crvena ajkula (Red Shark) raketni torpedo i protivpodmornička raketa (K -ASROC)
- Baekgom Taktička balistička raketa
- Hyunmoo-1 Taktička balistička raketa
- Hyunmoo-2A Taktička balistička raketa
- Hyunmoo-2B Taktička balistička raketa
- Hyunmoo-2C Taktička balistička raketa
- Hyunmoo-3A Taktička krstareća raketa
- Hyunmoo-3B Taktička krstareća raketa
- Hyunmoo-3C Taktička krstareća raketa
- Hyunmoo-3D Taktička krstareća raketa
- Hyunmoo-4 Balistička raketa
- Pegasus raketa zemlja-vazduh.
- K-SAAM brodska protivraketna raketa (ABM) [17]
- Hyun-Gung protivtenkovska raketa
- K-RAM raketa zemlja-vazduh (SAM) [18]
- Leaflet 130 mm vođena raketa brod-brod guided missile[18]
- Tactical Flag vođena raketa brod-zemlja [18]
- KGGB GPS-navođena raketa vazduh-zemlja

## Švedska
Legend: U evropskoj službi
- Bantam
- RB 04
- Rb 05
- Rb 08
- RBS-15
- RBS 23
- RBS 56 BILL
- RBS 56B BILL 2
- RBS 70
- MSHORAD (Bolide raketa) kopneni sistem VSHORAD

## Švajcarska
Legend: U evropskoj službi
- MIM-146 ADATS (Švajcarsko-Američki)
- RSA
- RSC-54
- RSC-56
- RSC-57
- RSC/RSD 58
- RSE Kriens

## Tajvan
Legend: U tajvanskoj službi
- Hsiung Feng I (HF-1) (protivbrodska)
- Hsiung Feng II (HF-2) (protivbrodska)
- Hsiung Feng IIE (HF-2E) (krstareća raketa dugog dometa)
- Hsiung Feng III (HF-3) (supersonična protivbrodska i/ili krstareća raketa za kopnene ciljeve).
- Sky Bow I (TK-1) (SAM)
- Sky Bow II (TK-2) (SAM)
- Sky Bow III (TK-3) (SAM)
- Sky Spear (SSM kratkog dometa)
- Sky Horse (balistička raketa)
- Sky Sword I (TC-1) (vazduh-vazduh)
  - TC-1L (SAM varijanta)
  - Sea TC-1 (pomorska varijanta)
- Sky Sword II (TC-2) (vazduh-vazduh)
  - TC-2A (varijanta protivradarska)
  - TC-2N (pomorska varijanta)
  - TC-2C (napredna varijanta vazduh-vazduh)
- Wan Chien (krstaća raketa lansirana iz vazduha)
- Yun Feng (supersonična krstareća raketa dugog dometa)

## Turska
Legend: U turskoj službi
- Karaok, prenosiva protivtenkovska vođena raketa kratkog dometa.
- Roketsan TANOK, Laserski vođena protivtenkovska raketa.
- Roketsan CİDA, vođena raketa.
- Laser-guided mini missile system, Laserski vođeni mini raketni sistem, raketa kratkog dometa, laserski vođena raketa [19]
- Roketsan METE, laserski vođena minijaturna raketa[20]
- Roketsan Cirit, laserski vođena raketa vazduh- zemlja [21]
- OMTAS, protivtenkovska raketa vazduh-zemlja srednjeg dometa.
- UMTAS, dalekometna, protivtenkovska raketa vazduh-zemlja.
- Roketsan Bora, Bojišna balistička raketa [22]
- Roketsan J-600T Yıldırım, Bojišna balistička raketa
- PMADS, pomorska/kopnena raketa zemlja-vazduh.
- Sungur Air Defence Missile System, raketni sistem protivvazdušne odbrane Sungur, raketa zemlja-vazduh [23]
- Sungur, prenosivi sistem protivvazdušne odbrane [24]
- Sistem protivvazdušne odbrane Aselsan Hisar
  - Aselsan Hisar-A+, raketa zemlja -vazduh, [25]
  - Aselsan Hisar-O+, raketa zemlja -vazduh,
  - Aselsan Hisar-U, raketa zemlja -vazduh,
  - Aselsan Siper, raketa zemlja -vazduh,
- GOKTUG Program za rakete vazduh-vazduh
  - Bozdoğan, raketa vazduh-vazduh [25][26]
  - Gökdoğan, raketa vazduh-vazduh [26]
  - Akdoğan, raketa vazduh-vazduh
  - Gökhan, raketa vazduh-vazduh
- TUBITAK-SAGE KUZGUN, Nova generacija, isplativa serija modularne zajedničke municije.
  - Kuzgun-TJ, sa turbomlaznim pogonom, raketa vazduh-zemlja.
  - Kuzgun-KY, raketa na čvrsto gorivo, raketa vazduh-zemlja.
  - Kuzgun-ER, raketa vazduh - zemlja na turbomlazni pogon (Prema TUBITAK-SAGE, ova raketa će biti ekvivalentna raketama Penguin.) [27]
  - Kuzgun-EW, Planirano je da bude raketa za elektronsko ratovanje koja je sposobna da zaslepi radare, protivvazdušnu odbranu itd. Ekvivalentni projekat razvija MBDA pod imenom SPEAR-EV.[28]
- Roketsan SOM, protivbrodska krstareća raketa lansirana iz vazduha
  - SOM-A
  - SOM-B1
  - SOM-B2
  - SOM-J
  - SOM-C1
  - SOM-C2
- ROKETSAN ÇAKIR Missile Family, Porodica raketa ROKETSAN CAKIR, protivbrodska, krstareća raketa vazduh-zemlja, zemlja-zemlja [29]
  - ÇAKIR LIR, sposobna da nosi teret za elektronsko ratovanje.
  - ÇAKIR CR, ova varijanta je kopnena verzija, ima tri različita tipa tragača: IIR tragač, RF tragač i hibridni tragač.
  - ÇAKIR AS, ovo je mornarička verzija, ima tri različita tipa tragača: IIR tragač, RF tragač i hibridni tragač.
  - ÇAKIR SW, ova varijanta ima senzor roja koji će ovoj varijanti dati mogućnosti roja.
- Roketsan Atmaca, protivbrodska krstareća raketa zemlja-zemlja [25]
- Kara Atmaca, krstareća raketa zemlja-zemlja [30]
- Akbaba, raketa protivradarska (ARM)
- Roketsan Gezgin, krstareća raketa zemlja-zemlja, dugog dometa, biće ekvivalentna raketama Tomahavk.[31][32]
- TRLG-122, raketa zemlja-zemlja kratkog dometa [33]
- TRLG-230, raketa zemlja-zemlja srednjeg dometa [34]
- TRG-300 Tiger, raketa zemlja-zemlja dugog dometa [35]

## Ukrajina
Legend: U ukrajinskoj službi
- Dnipro
- Hrim-2
- Neptune
- Sapsan
- Vilkha

## Ujedinjeno Kraljevstvo
- ALARM
- ASRAAM (AIM-132) „napredna raketa vazduh-vazduh kratkog dometa“
- Bloodhound raketa zemlja-vazduh velikog dometa (SAM)
- Blowfish submarine podmornički sistem VSHORAD
- Blowpipe Prenosiva raketa zemlja-vazduh (SAM)
- Blue Steel  nuklearna "odporna bomba"
- Blue Streak nuklearna "stand-off raketa" (nikada proizvedena)
- Blue Water – nuklearna raketa zemlja-zemlja
- Brakemine Projekat rakete zemlja-vazduh iz Drugog svetskog rata
- Brimstone
- CAMM "Protivavionska modularna raketa"
- Fairey Fireflash raketa vazduh-vazduh
- Fairey Stooge  Protivbrodska raketa
- Fire Shadow
- Firestreak raketa vazduh-vazduh
- Green Cheese
- Javelin prenosiva raketa zemlja-vazduh (SAM)
- Malkara (Australijsko-Britanska)
- Martlet
- Polaris (Britansko-Američka verzija)
- Rapier bojišna raketa zemlja-vazduh (SAM)
- Red Dean
- Red Hebe
- Red Top Raketa vazduh-vazduh
- Sea Cat brodska raketa zemlja-vazduh (SAM)
- Sea Dart brodska raketa zemlja-vazduh
- Sea Eagle lansirana iz vazduha protivbrodska raketa.
- Sea Skua lansirana iz vazduha protivbrodska raketa.
- Sea Slug brodska raketa zemlja-vazduh
- Sea Wolf brodska raketa zemlja-vazduh
- Skybolt ALBM nuklearna "odporna raketa" (britansko-američka verzija) (nikada proizvedena)
- Skyflash - ekvivalent američkoj raketi „Sparou“ britanske proizvodnje
- SPEAR "Selektivni precizni efekti na dometu"
- Starburst
- Starstreak
- Swingfire Protivtenkovska raketa
- Thunderbird
- Tigercat
- UB.109T Krstareća raketa UB.109T (otkazano)
- Vickers Vigilant

## SAD

### Serija dizajna projektila (objedinjena)
Oznake i simboli za vođene projektile, rakete, sonde, pojačivače i satelite iz US DoD 4120 serije dizajna misija (MDS).
| Prefiks statusa                  | Pokretačko okruženje     | Osnovna misija                      | Tip vozila              |
| -------------------------------- | ------------------------ | ----------------------------------- | ----------------------- |
| C – zarobljena                   | A – vazdušna             | C – transport                       | B – pojačivač (booster) |
| D – maketa                       | B – višestruka           | D – mamac                           | M – vođena raketa       |
| J – specijalni test (privremeni) | C – kovčeg               | E – elektronski, komunikacioni      | N – sonda               |
| M – održavanje                   | F – individualni         | G – površinski napad                | R – raketa              |
| N – specijalni test (trajni)     | G – površina             | I – vazdušna, svemirska presretanja | S – satelit             |
| X – eksperimentalni              | H – uskladišteno u silos | L – otkrivanje lansiranja, nadzor   |                         |
| Y – prototip                     | L – lansiran iz silosa   | M – naučni, kalibracioni            |                         |
| Z – planiranje                   | M – mobilni              | N – navigacija                      |                         |
|                                  | P – mekana podloga       | Q – dron                            |                         |
|                                  | R – brod                 | S – svemirski oslonac               |                         |
|                                  | S – prostor              | T – trening (obuka)                 |                         |
|                                  | U – pod vodom            | U – podvodni napad                  |                         |
|                                  |                          | W – vreme                           |                         |

Uzorak projektila MDS – „BGM-109G“ ili LGM-30G-Silo lansirana raketa za površinski napad
| Pokretačko okruženje | Višestruko             | – B   |
| Osnovna misija       | Površinski napad       | – G   |
| Tip vozila           | Navođena raketa        | – M   |
| Broj dizajna         | Dizajn 109. projektila | – 109 |
| Serija               | 7. verzija dizajna     | – G   |

Legend: U američkoj službi
Spisak američkih projektila, sortirane po rastućem MDS broju:
| - MGM-1 Matador - MGR-1 Honest John - RIM-2 Terrier - MGR-3 Little John - MIM-3 Nike-Ajax - AIM-4 Falcon - MGM-5 Corporal - RGM-6 Regulus - AIM-7 Sparrow/RIM-7 Sea Sparrow - POLE-015 0-MAN - SERIES/SURFACE TO AIR/AIR TO SURFACE - RIM-8 Talos - AIM-9 Sidewinder - CIM-10 Bomarc - PGM-11 Redstone - AGM-12 Bullpup - MGM-13 Mace - MIM-14 Nike-Hercules - RGM-15 Regulus II - CGM-16 / HGM-16 Atlas - PGM-17 Thor - MGM-18 Lacrosse - PGM-19 Jupiter - MIM-23 Hawk - RIM-24 Tartar - LGM-25 Titan - AIM-26 Falcon - UGM-27 Polaris - AGM-28 Hound Dog - MGM-29 Sergeant - LGM-30 Minuteman - MGM-31 Pershing - BGM-34 Firebee - LGM-35 Sentinel - FIM-43 Redeye - UUM-44 SUBROC - AGM-45 Shrike - MIM-46 Mauler - AIM-47 Falcon - AGM-48 Skybolt (otkazan) - LIM-49 Nike Zeus/Spartan - RIM-50 Typhon LR - MGM-51 Shillelagh - MGM-52 Lance - AGM-53 Condor - AIM-54 Phoenix - RIM-55 Typhon MR - RGM-59 Taurus (otkazan) | - AGM-62 Walleye - AGM-63 (otkazan) - AGM-64 Hornet - AGM-65 Maverick - RIM-66 Standard MR SM-2 - RIM-67 Standard ER SM-2 - AIM-68 Big Q (otkazan) - AGM-69 SRAM - LEM-70 Minuteman ERCS - BGM-71 TOW - MIM-72 Chaparral - UGM-73 Poseidon - BGM-75 AICBM (otkazan) - AGM-76 Falcon - FGM-77 Dragon - AGM-78 Standard ARM - AGM-79 Blue Eye (otkazan) - AGM-80 Viper - AIM-82 (otkazan) - AGM-83 Bulldog (otkazan) - AGM-84 / RGM-84 / UGM-84 Harpoon - RIM-85 (otkazan) - AGM-86 ALCM - AGM-87 Focus - AGM-88 HARM - UGM-89 Perseus (otkazan) - FIM-92 Stinger prenosivi sistem zemlja-vazduh - AIM-95 Agile (otkazan) - UGM-96 Trident I - AIM-97 Seekbat (otkazan) - LIM-99 - LIM-100 - RIM-101 (otkazan) - MIM-104 Patriot - BGM-109 / RGM-109 / UGM-109 Tomahawk - BGM-110 SLCM - AGM-112 (GBU-15) - RIM-113 SIRCS - AGM-114 Hellfire - RIM-116 RAM (Nemačko-Američki) - LGM-118 Peacekeeper | - AIM-120 AMRAAM - CGM-121B Seek Spinner - AGM-122 Sidearm - AGM-123 Skipper - AGM-124 Wasp (otkazan) - UUM-125 Sea Lance (otkazan) - AGM-129 ACM - AGM-130 Ripper - AGM-131 SRAM II (otkazan) - UGM-133 Trident II - MGM-134 Midgetman - ASM-135 ASAT - AGM-136 Tacit Rainbow (otkazan) - AGM-137 TSSAM (otkazan) - RUM-139 VL-ASROC - MGM-140 ATACMS - MIM-146 ADATS (Švajcarsko-Američki) - FGM-148 Javelin - AIM-152 AAAM (otkazan) - AGM-153 (otkazan) - AGM-154 JSOW - RIM-156 SM-2ER Block IV - MGM-157 EFOGM - AGM-158 JASSM - AGM-159 JASSM (otkazan) - RIM-161 SM-3 - RIM-162 ESSM - MGM-164 ATACMS II - RGM-165 LASM - MGM-166 LOSAT (otkazan) - MGM-168 ATAMCS Block IVA - AGM-169 JCM (otkazan) - FGM-172 SRAW - RIM-174 ERAM SM-6 - AGM-176 Griffin - AGM-179 JAGM |

Шаблон:US missiles

### Zajednički sistem označavanja iz 1947. godine
| Status Prefix       | Okruženje za pokretanje | Ciljno okruženje | Oznaka sistema | Služba za razvoj    | Redni broj | Sufiks za modifikaciju |
| R – Istraživanje    | A – Vazduh              | A – Vazduh       | M – Projektil  | A – Vazduhoplovstvo |            |                        |
| T – Trening (obuka) | S – Površina            | S – Površina     |                | G – Vojska          |            |                        |
| X – Eksperimentalno | U – Pod vodom           | U – Pod vodom    |                | N – Mornarica       |            |                        |
| Y – Test usluge     |                         |                  |                |                     |            |                        |

Oznake testnih vozila 
| Osnovna misija   | Oznaka sistema      | Služba za razvoj    | Redni broj | Sufiks za modifikaciju |
| C – Kontrola     | TV – Ispitno vozilo | A – Vazduhoplovstvo |            |                        |
| L – Lansiranje   |                     | G – Vojska          |            |                        |
| P – Pogon        |                     | N – mornarica       |            |                        |
| R – Istraživanje |                     |                     |            |                        |

Redni brojevi:
Vazduhoplovstvo: Uzastopni numerički niz za svaki tip misije projektila.
Vojska: Jedan numerički niz do 1948. godine kada su redni brojevi ponovo pokrenuti.
Mornarica: U početku parni brojevi prelaze u sekvencionalne.
Primer oznake vozila "SSM-A-2 Navaho"
| Prefiks                 | Ne koristi          |            |
| Okruženje za pokretanje | S – Površina        | S          |
| Ciljno okruženje        | S – Površina        | S          |
| Oznaka sistema          | M – Projektil       | M          |
| Služba za razvoj        | A – Vazduhoplovstvo | A          |
| Redni broj              | Sekvencionalni broj | 2          |
| Sufiks za modifikaciju  |                     | Ne koristi |

Uzorak oznake vozila za ispitivanje "RTV-G-1 VAC kaplar"
| Osnovna misija         | Istraživanja        | R          |
| Oznaka sistema         | TV – Ispitno vozilo | TV         |
| Služba za razvoj       | G – Vojska          | G          |
| Redni broj             |                     | 1          |
| Sufiks za modifikaciju |                     | Ne koristi |

### Sistemi označavanja vazduhoplovnih snaga Sjedinjenih Država
Sistem označavanja vazduhoplovnih snaga Sjedinjenih Država, 1947–1951
Spisak projektila sortiran prema rastućim oznakama vazduhoplovstva 1947–1951.
| - AAM-A-1 Firebird - AAM-A-2 Falcon - ASM-A-1 TARZON - ASM-A-2 RASCAL - LTV-A-1 Doodle Bug - PTV-A-1 - RTV-A-1 - RTV-A-2 HIROC - RTV-3 NATIV | - RTV-A-4 Shrike - RTV-A-5 - SAM-A-1 GAPA - SSM-A-1 Matador - SSM-A-2 Navaho - SSM-A-3 Snark - SSM-A-4 Navaho II - SSM-A-5 Boojum - SSM-A-6 Navaho III |

Sistem označavanja vazduhoplovnih snaga Sjedinjenih Država, 1951–1955 
Tokom ovog vremenskog perioda, američko vazduhoplovstvo tretiralo je rakete kao bespilotne letelice. 
| Osnovna misija                            | Redni bro | Modifikacijska serija |
| B – Bombarder "Raketa za kopnene ciljeve" |           |                       |
| F – Lovac „Protivavionska raketa“         |           |                       |
| X – Eksperimentalno                       |           |                       |

Spisak projektila sortiran prema rastućim oznakama vazduhoplovstva 1951–1955.
| - B-61 Matador - B-62 Snark - B-63 RASCAL - B-64 Navaho - B-65 Atlas - B-67 Crossbow | - F-98 Falcon - F-99 Bomarc - F-104 Falcon1 | - X-7 - X-8 - X-9 Shrike - X-10 - X-112 - X-122 - X-17 |

1 Verzija rakete Falcon je nakratko označena kao F-104 pre nego što je preimenovana u F-98. 
2 Oznake KX-11 i X-12 dodeljene su raketama za testiranje sa jednim i tri motora koje bi bile korišćene za razvoj verzije rakete Atlas sa pet motora. 
Sistem označavanja vazduhoplovnih snaga Sjedinjenih Država, 1955–1963
| Status Prefiks      | Osnovna misija                                | Redni broj | Modifikacijska serija |
| H – Prekaljen       | GAM – Vođena raketa sa lansiranjem iz vazduha |            |                       |
| R – Izviđanje       | GAR – Vođena raketa sa lansiranjem iz vazduha |            |                       |
| S – Prostor         | IM – Presretanje rakete                       |            |                       |
| T – Trening (obuka) | RM – istraživačka raketa                      |            |                       |
| U – Trening (obuka) | SM – Strateška raketa                         |            |                       |
| X – Eksperimentalno | TM – Taktička raketa                          |            |                       |
| Y – Testiranje      |                                               |            |                       |

Za sve osnovne misije osim GAR-a (koji je počeo sa 1) redni broj je počeo posle 67, što je bila poslednja oznaka bombardera korišćena za vođene rakete. 
Primer oznake vazduhoplovnih snaga 1955–1963: „KSSM-73“
| Status Prefiks        | Eksperimentalno               | X  |
| Osnovna misija        | Strateška raketa              | SM |
| Redni broj            | 6. ne-GAR projektil posle 67. | 73 |
| Modifikacijska serija | Ne koristi                    |    |

Spisak projektila sortiran prema rastućim oznakama vazduhoplovstva 1955–1963.
| - TM-61 Matador - SM-62 Snark - GAM-63 RASCAL - SM-64 Navaho - SM-65 Atlas - GAM-67 Crossbow - SM-68 Titan - IM-69 Bomarc - IM-70 Talos - GAM-71 Buck Duck - SM-73 Bull Goose - SM-74 - SM-75 Thor - TM-76 Mace - GAM-77 Hound Dog - SM-78 | - GAM-79 White Lance - SM-80 Minuteman - RM-81 Agena - RM-82 Loki-Dart - GAM-83 Bullpup - RM-84 Aerobee-Hi - RM-85 Nike-Cajun - RM-86 Exos - GAM-87 Skybolt - SRM-88 Rocksonde 200 - RM-89 Blue Scout I - RM-90 Blue Scout II - RM-91 Blue Scout Junior - RM-92 Blue Scout Junior - IM-99 Bomarc - AIM-101 Sparrow | - GAR-1 Falcon - GAR-2 Falcon - GAR-3 Falcon - GAR-4 Falcon - GAR-5 Falcon - GAR-6 Falcon - GAR-8 Sidewider - GAR-9 Falcon - GAR-11 Nuclear Falcon |

### Sistemi označavanja mornarice Sjedinjenih Država
Sistem označavanja mornarice Sjedinjenih Država 1941 – 1945 
Spisak projektila sortiran prema rastućim oznakama mornarice 1941 – 1945.
| Pre-Fiks            | Osnovna misija                  | Šifra proizvođača |
| X – Eksperimentalno | BD – jurišni dron               | D – McDonnell     |
|                     | LB – jedrilica za nošenje bombe | E – Pratt-Read    |
|                     | TD – Ciljni dron                | P – Pajper        |
|                     |                                 | T – Taylorcraft   |

- Interstate BDR
- LBD Gargoyle
- LBE-1 Glomb
- LBP-1 Glomb
- LBT-1 Glomb

Sistem označavanja mornarice Sjedinjenih Država 1946 – 1947 
| Osnovna misija                 | Redni broj proizvođača                             | Šifra proizvođača                     |
| KA – Protivavionski            | Nema – prva raketa koju je konstruisao proizvođač  | D – McDonnell                         |
| KD – Dron                      | 2 – Drugi projektil koju je konstruisao proizvođač | M – Martin                            |
| KG – Napad na zemlju           | 3 – 3. projektil konstruisan od strane proizvođača | N – Mornarička vazduhoplovna jedinica |
| KS – Antibrod                  |                                                    | Q – Fairchild                         |
| KU – Istraživanje i testiranje |                                                    | S – Sperry                            |
|                                |                                                    | Y – Convair                           |
|                                |                                                    | W – Willys-Overland                   |

Spisak projektila sortiran prema rastućim oznakama mornarice 1946–1947. 
| - KAM Little Joe - KAN Little Joe - KA2N Gorgon IIA - KA3N Gorgon IIIA - KAQ Lark - KAS Sparrow - KAY Lark - KGN Gorgon IIC | - KGW Loon - KSD Gargoyle - KUD Gargoyle - KUM Gorgon IV - KUN Gorgon IIC - KU2N Gorgon IIA - KU3N Gorgon III - KUW Loon |

Sistem označavanja mornarice Sjedinjenih Država 1947 – 1963
Spisak projektila sortiran prema rastućim oznakama mornarice 1947–1963. 
| - AAM-N-2 Sparrow I - AAM-N-3 Sparrow II - AAM-N-4 Oriole - AAM-N-5 Meteor - AAM-N-6 Sparrow III - AAM-N-7 Sidewinder - AAM-N-9 Sparrow X - AAM-N-10 Eagle - AAM-N-11 Phoenix - ASM-N-2 Bat - ASM-N-4 Dove - ASM-N-5 Gorgon V - ASM-N-6 Omar - ASM-N-7 Bullpup - ASM-N-8 Corvus - ASM-N-10 Shrike - ASM-N-11 Condor | - AUM-N-4 Diver - AUM-N-6 Puffin - SAM-N-2 Lark - SAM-N-4 Lark - SAM-N-6 Talos - SAM-N-7 Terrier - SAM-N-8 Zeus - SAM-N-8 Typhon LR - SAM-N-9 Typhon MR - SSM-N-2 Triton - SSM-N-4 Taurus - SSM-N-6 Rigel - SSM-N-8 Regulus - SSM-N-9 Lacrosse - SSM-N-9 Regulus II - SUM-N-2 Grebe - CTV-N-2 Gorgon IIC - CTV-N-4 Gorgon IIA | - CTV-N-6 Gorgon IIIA - CTV-N-8 Bumblebee STV - CTV-N-9 Lark - CTV-N-10 Lark - LTV-N-2 Loon - LTV-N-4 - PTV-N-2 Gorgon IV - PTV-N-4 Bumblebee BTV - RTV-N-2 Gargoyle - RTV-N-4 Gorgon IIIC - RTV-N-6 Bumblebee XPM - RTV-N-8 Aerobee - RTV-N-10 Aerobee - RTV-N-12 Viking - RTV-N-13 Aerobee 150 - RTV-N-15 Pollux - RV-N-16 Oriole |

### Sistemi označavanja vojske Sjedinjenih Država
Sistem označavanja vojske Sjedinjenih Država 1941 – 1947
| Oznaka                     | Funkcija                                               | Period korišćenja |
| BG – Jedrilica bombe       | Jedrilica sa eksplozivnom bojevom glavom               | 1942 do 1944      |
| BQ – Vođena bomba          | Bespilotna letelica na daljinsko upravljanje sa zemlje | 1942 do 1945      |
| GB – Plivajuća bomba       | Vođena bomba                                           | 1941 do 1947      |
| GT – Plivajući Torpedo     | Vođena bomba sa torpedom                               | 1943 do 1947      |
| JB – Bomba na mlazni pogon | Raketa                                                 | 1943 do 1947      |
| VB – Vertikalna bomba      | Vođena bomba                                           | 1943 do 1947      |

Spisak projektila sortiran prema rastućim oznakama vojske 1941–1947.
- JB-1 Bat
- JB-2 Doodle Bug
- JB-3 Tiamet
- JB-4 Project MX-607
- JB-5 Project MX-595
- JB-6 Project MX-600
- JB-7 Project MX-605
- JB-8 GAPA
- JB-9 Project MX-626
- JB-10 Bat

Sistem označavanja vojske Sjedinjenih Država 1948 – 1955
Spisak projektila sortiran prema rastućim oznakama vojske 1948 – 1955. 
| - RTV-G-1 WAC Corporal - RTV-G-2 Corporal E - RTV-G-3 Hermes II - RTV-G-4 Bumper - CTV-G-5 Hermes A-1 - RTV-G-6 Hermes B-1 - SAM-G-7 Nike Ajax - SSM-G-8 Hermes A-3A - SSM-G-9 Hermes B-2 - RTV-G-10 Hermes A-2 - SSM-G-12 Martin Lacrosse - SSM-G-13 Hermes A-2 | - PGM-11 Redstone - SSM-G-15 Hermes A-1 - SSM-G-16 Hermes A-3B - SSM-G-17 Corporal - SAM-A-18 Hawk - SAM-A-19 Plato - RV-A-22 Lark - SSM-A-23 Dart - SAM-A-25 Nike Hercules - SSM-A-27 Sergeant |

Sistem označavanja vojske Sjedinjenih Država 1955 – 1963
| Prefiks            | Oznaka naoružanja vojske | Redni broj kategorije opreme | Sufiks za modifikaciju |
| X – Predprodukcija | M – Oznaka oružja        |                              |                        |

Spisak projektila sortiran prema rastućim oznakama vojske 1955–1963. 
- M1 Nike-Ajax
- M2 Corporal
- M3 Hawk
- M4 Lacrosse
- M6 Nike-Hercules
- M8 Redstone
- M9 Redstone
- M13 Shillelagh
- XM14 Pershing
- M15 Sergeant
- M16 Hawk
- M18 Hawk
- XM19 Pershing
- M50 Honest John

### Neodređene rakete Sjedinjenih Država
Lista neoznačenih projektila Sjedinjenih Država sortirane po abecednom redu:
| - A-1 - Affordable Weapon - Alpha Draco - ALVRJ - Aries - APKWS - ASALM - ATASK - Athena - Bold Orion - Brazo - Caleb - Caster 4B - Cherokee - Compact Kinetic Energy Missile - Cree - Crow - D-40 Cannonball | - ERAM - ERIS - FABMDS - Farside - FLAGE - Flying Bomb - GBI - HAVE DASH II - HEDI - Hera - HGV - HIBEX - High Virgo - HOE - HOPI - HTV - HVM - HyFly | - Jindivik1 - Kettering Bug - LMAMS - LAM - LASRM - LOCAAS - M30 Guided MRLS - Miniature Hit-to-Kill Missile - NOTSNIK - PAM - PLV - Pogo - Pogo-Hi - Private - Rapier2 - RATTLRS - RSC-51 - Pershing II - Senior Prom | - Sergent-Hydac - Shavetail - SIAM - Skokie I - Skokie II - SLAM - Spike - Sprint - SR19/SR19 - SRALT - STARS - Storm - T-16 - T-22 - Talos-Sergeant-Hydac - THAAD - Trailblazer 2 - Wagtail - Wizard |

1 Australijska meta raketa koju je nakratko koristila mornarica Sjedinjenih Država.
2 Sjedinjene Države su nabavile raketne sisteme Rapier za protivvazdušnu odbranu baza američkih vazduhoplovnih snaga u Ujedinjenom Kraljevstvu.

### Rakete Sjedinjenih Država sa X oznakama
Lista X projektila Sjedinjenih Država označenih brojčano:
- X-7
- X-8
- X-9 Shrike
- X-10
- X-11
- X-12
- X-17
- X-41
- X-42
- X-43 Hyper-X
- X-51